# Olympische Sommerspiele 1924/Boxen
Bei den VIII. Olympischen Sommerspielen 1924 in Paris fanden acht Wettbewerbe im Boxen statt. Austragungsort war das Vélodrome d’Hiver im 15. Arrondissement.

## Bilanz

### Medaillenspiegel
| Platz | Land                  | Gold | Silber | Bronze | Gesamt |
| ----- | --------------------- | ---- | ------ | ------ | ------ |
| 1     | Vereinigte Staaten    | 2    | 2      | 2      | 6      |
| 2     | Großbritannien        | 2    | 2      | –      | 4      |
| 3     | Dänemark              | 1    | 2      | –      | 3      |
| 4     | Belgien               | 1    | –      | 1      | 2      |
| 4     | Norwegen              | 1    | –      | 1      | 2      |
| 6     | Südafrikanische Union | 1    | –      | –      | 1      |
| 7     | Argentinien           | –    | 2      | 2      | 4      |
| 8     | Frankreich            | –    | –      | 1      | 1      |
| 8     | Kanada                | –    | –      | 1      | 1      |

### Medaillengewinner
| Konkurrenz        | Gold           | Silber            | Bronze              |
| ----------------- | -------------- | ----------------- | ------------------- |
| Fliegengewicht    | Fidel LaBarba  | James McKenzie    | Raymond Fee         |
| Bantamgewicht     | William Smith  | Salvatore Tripoli | Jean Ces            |
| Federgewicht      | Jackie Fields  | Joseph Salas      | Pedro Quartucci     |
| Leichtgewicht     | Hans Nielsen   | Alfredo Copello   | Frederick Boylstein |
| Weltergewicht     | Jean Delarge   | Héctor Méndez     | Douglas Lewis       |
| Mittelgewicht     | Harry Mallin   | John Elliott      | Joseph Beecken      |
| Halbschwergewicht | Harry Mitchell | Thyge Petersen    | Sverre Sørsdal      |
| Schwergewicht     | Otto von Porat | Søren Petersen    | Alfredo Porzio      |

## Ergebnisse

### Fliegengewicht (bis 50,80 kg)
| Platz | Land | Sportler             |
| ----- | ---- | -------------------- |
| 1     | USA  | Fidel LaBarba        |
| 2     | GBR  | James McKenzie       |
| 3     | USA  | Raymond Fee          |
| 4     | ITA  | Rinaldo Castellenghi |
| 5     | SWE  | Oscar Bergström      |
| 5     | ESP  | Ruperto Biete        |
| 5     | CAN  | Jock MacGregor       |
| 5     | CAN  | Samuel Rennie        |
| 9     | SUI  | R. Nyffeler          |

Datum: 15.–20. Juli 1924 

19 Teilnehmer aus 13 Ländern

### Bantamgewicht (bis 53,52 kg)
| Platz | Land | Sportler          |
| ----- | ---- | ----------------- |
| 1     | RSA  | William Smith     |
| 2     | USA  | Salvatore Tripoli |
| 3     | FRA  | Jean Ces          |
| 4     | SWE  | Oscar Andrén      |
| 5     | GBR  | Alf Barber        |
| 5     | FRA  | Jacques Lemouton  |
| 5     | ARG  | Benito Pertuzzo   |
| 5     | ESP  | Antonio Sánchez   |
| 9     | SUI  | Johann Weidel     |
|       |      |                   |
| 17    | AUT  | Franz Barta       |

Datum: 15.–20. Juli 1924 

21 Teilnehmer aus 15 Ländern

### Federgewicht (bis 57,15 kg)
| Platz | Land | Sportler         |
| ----- | ---- | ---------------- |
| 1     | USA  | Jackie Fields    |
| 2     | USA  | Joseph Salas     |
| 3     | ARG  | Pedro Quartucci  |
| 4     | BEL  | Jean Devergnies  |
| 5     | CHI  | Carlos Abarca    |
| 5     | FRA  | Marcel Depont    |
| 5     | GBR  | Harry Dingley    |
| 5     | ITA  | Bruno Petrarca   |
| 9     | SUI  | Jacques Sauthier |
|       |      |                  |
| 17    | LUX  | Jean Flammang    |

Datum: 15.–20. Juli 1924 

24 Teilnehmer aus 17 Ländern

### Leichtgewicht (bis 61,24 kg)
| Platz | Land | Sportler            |
| ----- | ---- | ------------------- |
| 1     | DEN  | Hans Nielsen        |
| 2     | ARG  | Alfredo Copello     |
| 3     | USA  | Frederick Boylstein |
| 4     | FRA  | Jean Tholey         |
| 5     | RSA  | Richard Beland      |
| 5     | NOR  | Haakon Hansen       |
| 5     | USA  | Ben Rothwell        |
| 5     | BEL  | Alfred Genon        |
|       |      |                     |
| 17    | AUT  | Anton Eichholzer    |
| 17    | LUX  | Grégoire Laurent    |

Datum: 15.–20. Juli 1924 

30 Teilnehmer aus 22 Ländern

### Weltergewicht (bis 66,68 kg)
| Platz | Land | Sportler          |
| ----- | ---- | ----------------- |
| 1     | BEL  | Jean Delarge      |
| 2     | ARG  | Héctor Méndez     |
| 3     | CAN  | Douglas Lewis     |
| 4     | IRL  | Patrick Dwyer     |
| 5     | USA  | Hugh Haggerty     |
| 5     | RSA  | Roy Ingram        |
| 5     | USA  | Alfons Mello      |
| 5     | SUI  | Théodore Stauffer |
|       |      |                   |
| 17    | AUT  | Alexander Decker  |
| 17    | SUI  | Louis Sauthier    |

Datum: 15.–20. Juli 1924 

29 Teilnehmer aus 19 Ländern

### Mittelgewicht (bis 72,57 kg)
| Platz | Land | Sportler       |
| ----- | ---- | -------------- |
| 1     | GBR  | Harry Mallin   |
| 2     | GBR  | John Elliott   |
| 3     | BEL  | Joseph Beecken |
| 4     | CAN  | Leslie Black   |
| 5     | FRA  | Roger Brousse  |
| 5     | FRA  | Daniel Daney   |
| 5     | CAN  | Harry Henning  |
| 5     | IRL  | Boy Murphy     |
| 9     | SUI  | Georges Givel  |
| 9     | SUI  | Erich Siebert  |
|       |      |                |
| 17    | LUX  | Pierre Feidt   |
| 17    | LUX  | Jules Steichen |

Datum: 15.–20. Juli 1924 

23 Teilnehmer aus 15 Ländern

### Halbschwergewicht (bis 79,38 kg)
| Platz | Land | Sportler          |
| ----- | ---- | ----------------- |
| 1     | GBR  | Harry Mitchell    |
| 2     | DEN  | Thyge Petersen    |
| 3     | NOR  | Sverre Sørsdal    |
| 4     | ITA  | Carlo Saraudi     |
| 5     | GBR  | John Courtis      |
| 5     | USA  | Tom Kirby         |
| 5     | USA  | George Mulholland |
| 5     | FRA  | Georges Rossignon |
| 9     | LUX  | Michel Maurer     |
| 9     | LUX  | Jean Welter       |

Datum: 16.–20. Juli 1924 

20 Teilnehmer aus 14 Ländern

### Schwergewicht (über 79,38 kg)
| Platz | Land | Sportler            |
| ----- | ---- | ------------------- |
| 1     | NOR  | Otto von Porat      |
| 2     | DEN  | Søren Petersen      |
| 3     | ARG  | Alfredo Porzio      |
| 4     | NED  | Henk de Best        |
| 5     | ITA  | Riccardo Bertazzolo |
| 5     | GBR  | Arthur Clifton      |
| 5     | USA  | Ed Greathouse       |
| 5     | DEN  | Robert Larsen       |

Datum: 16.–20. Juli 1924 

15 Teilnehmer aus 11 Ländern